# 短線寬盔鯰
短線寬盔鯰，為輻鰭魚綱鯰形目鼬鯰科的其中一種，為熱帶淡水魚，分布於南美洲巴西巴拉那河上游的Mogi Guaçu河流域，體長可達13.1公分，棲息在底層水域，生活習性不明。

## 扩展阅读
維基物種上的相關：短線寬盔鯰